# Manegoldo I di Neuchâtel
Manegoldo I di Neuchâtel, (in tedesco Mangold) (Neuchâtel, ... – Neuchâtel, 1144), fu conte di Neuchâtel dal 1070 al 1144.

## Biografia
Manegoldo I di Neuchâtel nacque nella città svizzera in data imprecisata, figlio di Ulrico I di Neuchâtel, conte di Fenis e primo conte di Neuchâtel per infeudazione di Corrado II il Salico. Nominato cavaliere nel 1096, alla morte del padre nel 1070 aveva ottenuto la reggenza, ma essendo ancora minorenne era stato affidato alle cure del vescovo Bourcard di Asuel, fratello di suo padre Ulrico I, e personalità molto vicina all'imperatore Enrico IV, il che consentì anche a Manegoldo I di ottenere la reggenza e l'infeudazione delle terre di Neuchâtel senza opposizioni.

## Matrimonio e figli
Manegoldo I si sposò con una donna di cui non ci è pervenuto il nome dalla quale ebbe i seguenti figli:
- Manegoldo II di Fenis, detto anche Manegoldo II di Neuchâtel, (?-1144/47), co-reggente di Neuchâtel con suo fratello Rodolfo I di Fenis. Con lui iniziò la costruzione dell'Abbazia di Fontaine-André. Nella ratifica di papa Lucio III del 1185 circa le donazioni ricevute dall'Abbazia di San Giovanni egli viene indicato come «ex dono Manengoldi junioris curiam Hutewile».
- Rodolfo I di Neuchâtel, detto anche Rodolfo I di Fenis, (c. 1070 - 1148), sposò Emma Glâne,.
- Bertoldo, (c. 1090 – Abbazia di Lucelle, 1137), fu vescovo di Basilea sotto il nome di Bertoldo di Neuenburg dal 1122 al 1133 data nella quale rinunciò alla sua carica e si ritirò nell'Abbazia di Lucelle.
- Melerila (circa 1080-?), sposò Amedeo I di Montfaucon dal quale ebbe Riccardo II di Montfaucon che continuò la linea di Montfaucon, Aedeo, fondatore del castello di Neuchâtel-Urtière e Ugo, signore di Charmoille.